# Michael Hui
Michael Hui Koon-Man (Chinees: 許冠文, Pinyin: Xǔ Guànwén) (Kanton, 3 september 1942) is een acteur, scenarioschrijver en regisseur uit Hongkong.

## Carrière
Hij zat op de middelbare school het La Salle College en behaalde daarna een academische graad in sociologie aan het United College, de Chinese universiteit op Hongkong.
Na een poosje presentator te zijn geweest bij TVB-quizzen won Hui aan populariteit in de entertainmentindustrie van Hongkong met zijn show "de Hui Brothers Show". Na deze show wisselde hij televisie in voor het maken van films. In zijn eerste film, "The Warlord" (大軍閥, ook wel: "The Great Regime", 1972), speelde hij een komische en onbenullige krijgsheer in de nadagen van de revolutie in China.

### Hui Brothers Company
In 1974 startte hij de Hui Brothers Company, samen met zijn broers Ricky Hui en Samuel Hui, in samenwerking met Golden Harvest. In de periode 1974-2000 was Hui betrokken bij het maken van meer dan 20 films, meestal als acteur of scenarioschrijver.
De vroegste Hui-komedies combineerden onvoorspelbare grappen met komische smeekbedes van Michael en zijn broers. In deze films was het voor het trio vooral hoofdzaak zo veel mogelijk geld in zo weinig mogelijk tijd te verdienen. Deze films werden ongelofelijk populair onder de werkende klasse van Hongkong in de jaren zeventig en de vroege jaren 80. Tot deze films behoorden onder andere Games Gamblers Play (1974), The Private Eyes (1976), The Contract (1978) en Security Unlimited (1981) Deze films worden vaak gezien door kenners als de beste exemplaren ooit gemaakt door Hui Brothers Company.
Games Gamblers Play was een enorm succes toen het voor het eerst uitkwam, en het was een van de eerste films die de weg vrijmaakte voor andere Kantonese filmproducties, die daarvoor niet konden opboksen tegen de Mandarijn-Chinese producties.

### Jaren '80
Na een breuk met zijn broers ontwikkelde Hui een nieuw soort satirische komedie, gericht op een zeer strakke timing van grap-op-grap. Een paar van zijn bekendere werken maakte hij tijdens deze periode in de jaren 80, waar hij veelvuldig de stereotiepe, door de op geld beluste Hongkongse maatschappij opgejaagde inwoner van Hongkong karakteriseerde. Deze films waren dan ook even grappig als scherp en focusten meer op Hui zelf en de plot, alles gesitueerd tegen de achtergrond van het materialistische Hongkong van vandaag de dag.

### Recent
Hui maakt nog steeds zijn eigen komedies, maar wel minder dan weleer. Een van zijn meer recente films is de actiekomedie Rob-B-Hood, waar hij naast sterren als Jackie Chan en Louis Koo speelt. Hij speelt daarin een talentvolle kluizenkraker die een baby ontvoert in ruil voor geld van de Triade.
In 2006 keerde hij terug op televisie met zijn rol als presentator van de Kantonese versie van de quiz Deal or No Deal.